# Palito Ortega
Ramón Bautista Ortega (Lules, Tucumán, 8 de marzo de 1941), más conocido como Palito Ortega, es un cantante, actor, compositor, productor discográfico,  director de cine y  expolítico argentino.
Nacido en un hogar humilde, desde su juventud desempeñó diversas labores para colaborar con su numerosa familia. Desde la década de 1960 integró el grupo musical El Club del Clan, que tuvo una relevante repercusión y se mantuvo durante varios años.
En su trayectoria de más de cinco décadas, ha filmado 33 películas, de las cuales se destacan Los muchachos de mi barrio (1970), Mi primera novia (1966), La sonrisa de mamá (1972), El tío Disparate (1978) y ¡Qué linda es mi familia! (1980), entre otras. Como cantante se lució con sus interpretaciones de «La felicidad» y «Despeinada» teniendo más de 28 millones de discos vendidos. Entre 1991 y 1995 se desempeñó como gobernador de su provincia natal, y entre 1998 y 2001 fue senador nacional por la misma, siendo candidato a vicepresidente en las elecciones de 1999 en la fórmula de la Concertación Justicialista, que resultó segunda y que postulaba a Eduardo Duhalde como candidato presidencial.  En la actualidad, continúa presentándose por diversos escenarios brindando conciertos. Es considerado uno de los artistas más influyentes del siglo XX en Latinoamérica.

## Biografía y carrera

### Primeros años
Ramón Bautista Ortega nació en el ingenio Mercedes, de la ciudad de Lules, en la provincia de Tucumán, el 28 de febrero de 1941. Sin embargo, su fecha de nacimiento fue registrada por sus padres recién el 8 de marzo del mismo año, por lo que es común que figure como su día natal.
Hijo del obrero azucarero Juan Ortega y de Tomasa Rosario Saavedra, fue el segundo de siete hermanos (cinco varones y dos mujeres). Ramón comenzó a trabajar a los cinco años como lustrador de zapatos para ganar dinero y ayudar a su numerosa familia, dada la ausencia de su mamá.
Luego debió abandonar sus estudios primarios, pero finalmente retornó a ellos con una maestra que le ofrecía clases durante las noches. En 1954, cuando contaba con 13 años, sus padres se separaron y su madre abandonó a la familia, quedando los hijos a cargo de su padre. Durante toda su niñez realizó múltiples trabajos como reparador de bicicletas, lustrador de calzado, aseo y conservación de tumbas y vendedor de periódicos, cubanitos (masas típicas de Argentina rellenas con dulce de leche) y cotorras.

### Traslado a Buenos Aires y primeros trabajos
En 1956, con tan solo 14 años, decidió trasladarse a la ciudad de Buenos Aires junto a un amigo para buscar trabajo. A pesar de que en su primer día residió en Plaza Retiro, a partir de entonces tuvo muchos trabajos como ser camarero, cadete, vendedor de café y personal del limpieza en la sede partidaria del Partido Demócrata Cristiano. Ofreció sus primeras actuaciones como imitador del popular cantante Elvis Presley durante un festival en la Sociedad de Fomento “Jacarandá” de Berazategui.
Finalmente, mientras se desempeñaba como vendedor de café, ingresó con este mismo trabajo a Canal 7 y Radio Belgrano hasta que Carlos Ginés lo convocó para ser su ayudante. En 1957, en la ya mencionada emisora, conoció a Dino Ramos y Silvio Soldán (que participaban en la orquesta de Carlinhos), a quienes acompañó durante tres años en esta banda. En ese lapso aprendió a ejecutar la batería tomando clases por las noches y la guitarra con clases del músico Tito Cava.
También colaboró en la composición de las canciones de Ramos, y en una de las giras de Carlinhos llegó a la provincia de Mendoza, donde actuó en un club nocturno. Con el seudónimo de Nery Nelson interpretó temas folclóricos en Radio Cuyo durante tres meses. Posteriormente grabó dos discos con el sello Azteca, con temas como «La edad del amor», «No te enojes nena», «Mira el arco iris» y «Cupido».
Tras modificar su nombre artístico por el de Tony Varano, trató de formar un grupo musical, viajó a Chile integrando un circo y reemplazó al vocalista chileno Peter Rock del grupo musical The Lyons, en donde no tuvo demasiado éxito ya que no sabía el idioma inglés y se le dificultaba interpretar las canciones.
Luego de ser rechazado por la compañía discográfica Odeón, se dirigió a la grabadora Discofonía, donde grabó un disco simple con dos canciones: «Ya no quiero» y «La locura».

### Su labor en la RCA Víctor y debut televisivo
En 1962 se presentó en la empresa RCA Víctor y cantó el tema «Sácate la careta» (compuesto por él) ante el directivo Ricardo Mejía, quien lo convocó como compositor. Esta canción fue interpretada por Johnny Tedesco pero poco después, tras ensayar varios temas musicales junto a Víctor Buchino, Ortega grabó un disco simple que contenía tonadas como «María» y «Escalofrío».
El propio Mejía, a quien no le agradaba el apelativo Nery Nelson, lo renombró a Palito Ortega por su contextura delgada; "vos parecés un palo", le dijo. Luego, Mejía le presentó al periodista Leo Vanés, quien fue su agente de prensa en sus comienzos con el objetivo de orientar su carrera artística. Con la orquesta de Oscar Toscano, en mayo de 1962 grabó otro disco en donde presentó «Burlado» y «Dejala, dejala», con la colaboración de Dino Ramos.
Tras debutar en televisión en La cantina de la guardia nueva, por Canal 11 a principios de la década de 1960, su hermana Rosario murió atropellada por un automóvil a la edad de 11 años. El hecho deprimió mucho a Ortega, por lo que sus presentaciones con temas alegres contradecían su imagen sobria. Desde aquel entonces, se le atribuyó el apelativo El chico triste de las canciones alegres.

### Ingreso aEl Club del Clany consagración
A fines de 1962 fue integrado a El Club del Clan, transmitido por Canal 13, en donde su canción más popular fue «Despeinada», de Chico Novarro. Por su parte, Ortega introducía a su repertorio temas como «Bienvenido amor», «Media novia», «La felicidad» y «Camelia».
Para 1963 los integrantes del grupo más populares eran Palito Ortega y Violeta Rivas, quienes recibían importantes sumas de dinero. Luego, ellos junto a Johnny Tedesco, Chico Novarro, Lalo Fransen y Nicky Jones se trasladaron a Canal 9, dirigido por Alejandro Romay, para encabezar el ciclo Sábados continuados, con la conducción de Antonio Carrizo.

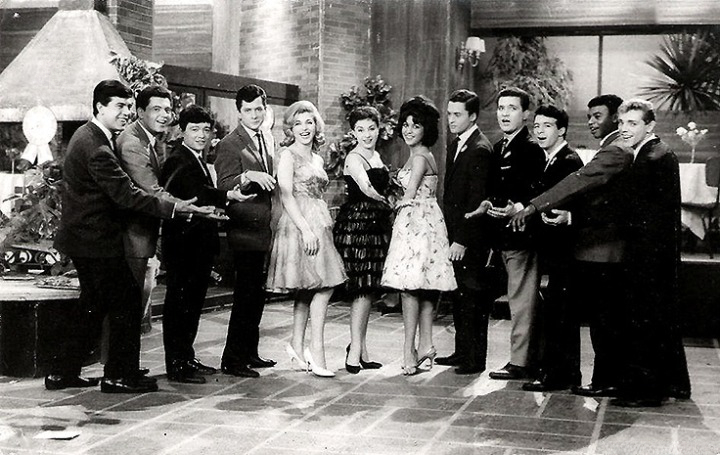
Palito Ortega junto a gran parte del elenco de El Club del Clan en los estudios de Canal 13.

El programa, transmitido en varios países de América Latina, llegó a alcanzar 55,3 puntos de audiencia en 1963; por su parte, Canal 7 impuso otro ciclo similar titulado Ídolos de la juventud. En esta década, Palito Ortega figuró en múltiples revistas de interés general y mantuvo un romance con la actriz Marta González a lo largo de 1964. El 12 de marzo de aquel año se estrenó El Club del Clan, película dirigida por Enrique Carreras con la participación de Alfredo Barbieri y Beatriz Bonnet.
También integró el grupo Los Red Caps junto a Lalo Fransen, Nicky Jones y Johny Tedesco. El nombre era un homenaje a los Blue Caps que acompañaban a Gene Vincent y se identificaban con unas gorras rojas tipo botones de hotel. Se publicó un LP y aparecieron en el compilado Explosivos y en los discos del Club del Clan. Los temas del LP eran «The 'Boss' Guitars», «My Bonnie», «El Surf de los Red Caps», «Simple», «La Mantequilla», «Sobre las Olas», «Ruby Baby», «Lección de Twist», «En el Tren», «Para Cuando Joven», «El Twist del Recluta», «Surf City» y «No me Niegues tu Amor». Un segundo LP, grabado en inglés por Johny, Lalo y Nicky, no llegó a editarse.
Tras presentarse en el club Bohemios de la Boca, en 1964 realizó su primera gira internacional a México, donde grabó un long play; luego viajó a Estados Unidos, donde conoció a Paul Anka; y finalmente, hizo giras por París, Madrid, Londres y Montevideo. El grupo se disolvió definitivamente en 1965, cuando ya era muy aceptada la banda inglesa Los Beatles.
Después, les dedicó a sus seguidores un libro de poemas llamado Simplemente extraño y se relacionó laboralmente con María Elena Walsh con el fin de componer temas infantiles y recopilarlos en un disco simple, el cual fue presentado en 1965 con melodías como «Canción del Jacarandá». En 1966 protagonizó la obra teatral La extraña pareja, de Neil Simon y estrenada en el Teatro Astral con Rodolfo Bebán.
De sus otros discos se destacan: «Estar enamorado», «Sabor a nada», «Decí por qué no querés», «Sin timón», «Todo es amor», «El changuito cañero», «Vestida de novia», «Me permite», «Papeles», «Qué lindo», «Calor», «Mi tierra», entre otros. Sobre el éxito que tenía Ortega en aquellos años, Ricardo Mejía expresó: «Palito no trataba de imitar a nadie, su rock era original y nacional, yo creo que su gran éxito fue justamente que era original y como yo no era argentino pude verlo con mayor claridad y objetividad.»
Por su trayectoria musical recibió en 1985 un Diploma al Mérito de los Premios Konex en la disciplina “Autor/compositor melódico”.

### Actuaciones cinematográficas
Los primeros filmes protagonizados por Ortega se estrenaron paralelamente a la edición de sus discos. Los largometrajes fueron realizados como una prolongación de su éxito musical, es decir, un método de llevar al cine sus más relevantes temas musicales.
A pesar de que ya había trabajado como extra en 1958, su siguiente participación cinematográfica en el cine fue en 1963 cuando, contratado por Enrique Carreras, filmó Un viaje al más allá, donde interpretó «Despeinada». En 1964 fue el protagonista de El Club del Clan, donde la trama indicaba que él junto a otros compañeros y un productor teatral deseaban destacarse en el espectáculo presentándose con su compañía en diversos sitios.
Basada en una novela de Alfonso Paso, en 1965 coprotagonizó junto a Violeta Rivas Fiebre de primavera interpretando a un estudiante. Continuamente realizaba recitales, discos, obras teatrales y presentaciones en televisión. En 1966 rodó la película Mi primera novia, una adaptación de la película Adolescencia (1942), con Ángel Magaña y Mirtha Legrand. Durante la grabación, conoció a la joven actriz Evangelina Salazar, que se había destacado en televisión como Jacinta Pichimahuida. Al momento de su estreno la relación entre ambos ya estaba consolidada. En 1966 ganó el Festival de la Canción en Piriápolis, con el tema «Convivir» y logró más de 50 premios internacionales, incluyendo el de compositor en el Midem de Cannes de 1968.

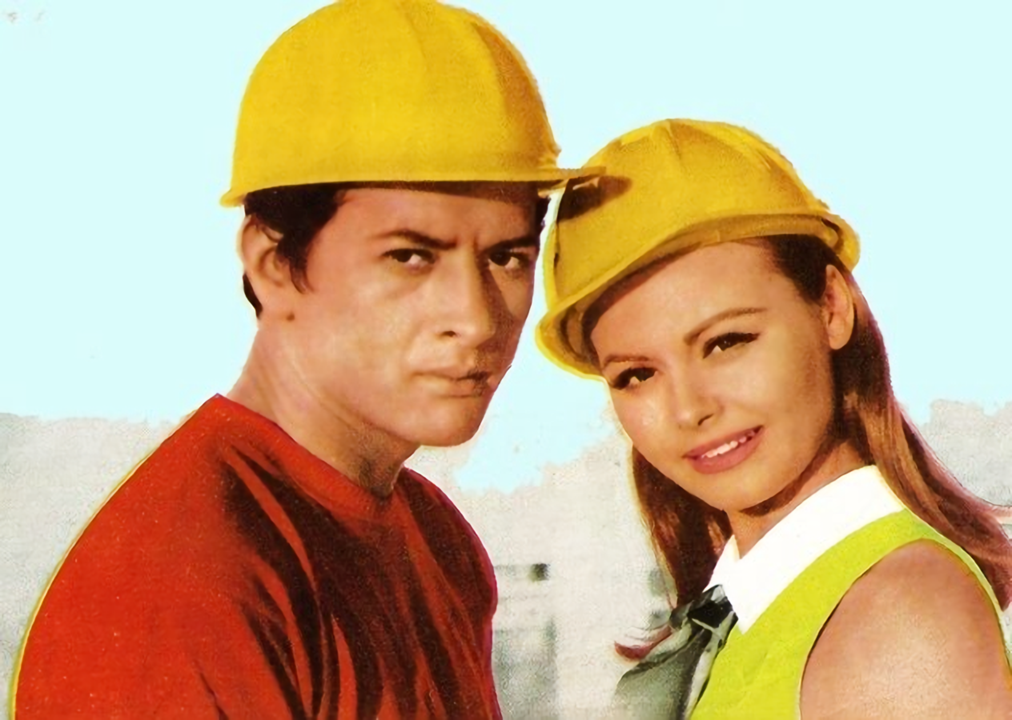
Ortega con Rocío Dúrcal en Amor en el aire (1967).

En febrero de 1967 hizo una gira por todo el país y a su regreso rodó una serie de películas como Un muchacho como yo (1968), donde encarnó a Raúl Sierra; Corazón contento (1969) en la que interpreta el tema del mismo nombre; ¡Viva la vida! (1969), con Mercedes Carreras; Los muchachos de mi barrio (1970), con guiones de Norberto Aroldi; La familia hippie (1971), con cuadros musicales; entre otras. En Londres filmó ¿Quiere casarse conmigo?, con la española Sonia Bruno, y en España rodó Amor en el aire, dirigida por Luis César Amadori y como compañera Rocío Dúrcal.
En 1972 actuó junto a Libertad Lamarque (quien no trabajaba en el cine argentino desde 1947) en La sonrisa de mamá, filme del cual ambos compaginaron un tema con el mismo nombre y el cual es muy evocado en «El día de la madre». También formaron parte del elenco Nelly Beltrán, Irma Córdoba, Adriana Aguirre y Jacques Arndt.
Muchas de sus producciones cinematográficas llevaban el nombre de sus canciones, tal es así ¡Viva la vida! o Un muchacho como yo. Luego de estrenar varias comedias entre 1973 y 1975, al año siguiente debutó como director con la película Dos locos en el aire, con Carlitos Balá (quien trabajó en siete filmes de Palito). Bajo el auspicio de Chango Film Producciones, el argumento relataba las aventuras de un oficial de la Aeronáutica (Balá), que siempre provocaba conflictos, y éstos eran apañados por su instructor de vuelo (Ortega) que los tolera debido a la amistad de muchos años que ambos tienen.
A fines de la década de 1970, ya instaurada la dictadura militar, hizo otras dos películas de relevante éxito: Brigada en acción, con Juan Carlos Altavista y Blanca del Prado; y El tío Disparate, con Iris Láinez y Las Trillizas de Oro. En 1979 convocó a Luis Sandrini para que participara en una película suya con Evangelina Salazar, Jorge Mayorano y Alicia Zanca: Vivir con alegría, propuesta que el legendario actor aceptó a pesar de sus serios problemas para movilizarse debido a una hemiplejía que había padecido en 1978. El éxito de la película motivó a que se produjese otra, la cual se tituló La familia está de fiesta, que incluía en el elenco a Niní Marshall. El último día de filmación, tras tomarse algunas fotografías, Sandrini sufrió un colapso vascular y se desmayó repentinamente, por lo que debió ser internado y falleció dos semanas después a los 75 años. El deceso del actor fue el motivo por el cual se cambió el título de la película a ¡Qué linda es mi familia! y se dedicó ésta a su memoria. El propio Ortega expresó: «Decidí cambiarle el nombre porque consideré que ya “la familia no está de fiesta”. Me pareció algo lógico y así lo hice».
En total fueron siete los filmes en los que incursionó como director y nueve los que hizo como productor. Ya en uno de sus últimos proyectos, Cosa de locos (1981), le encargó la dirección a Enrique Dawi.

### Vida familiar: casamiento y familia
El lunes 27 de febrero de 1967, Ortega y Salazar tras un breve noviazgo, se casaron en el Registro Civil de la calle Arcos al 1900. Oscar Sanders y Hugo Stabile (testigos del civil), secretario y representante del cantor, se encargaron de la organización de la guardia policial en el momento de la llegada de ambos. El momento fue presenciado por aproximadamente 2.000 personas. Ortega y Evangelina llegaron en un vehículo conducido por Antonio Andó (tío de ella), y los casó el escribano Joaquín Alonso.
El 3 de marzo de aquel año a las 21.30 h, se realizó el enlace nupcial en la Abadía de San Benito de Buenos Aires, sobre la calle Villanueva 905. Los padrinos de boda fueron Irineo Leguizamo y Lolita Domínguez (por parte de Ramón) y Antonio Andó y su esposa (por parte de Evangelina). Fue transmitido en vivo por Canal 13 con la animación de Nicolás Pipo Mancera y Antonio Carrizo. La fiesta se llevó a cabo de forma íntima y privada en la sede del Tiro Federal y al día siguiente viajaron a su luna de miel en México. Al regresar, ambos se instalaron en un departamento de Avenida del Libertador, en Capital Federal.
Evangelina abandonó prácticamente su carrera artística en 1979 para dedicarse a la crianza de sus hijos y el mantenimiento de su vivienda. Ortega tuvo seis hijos: Martín, Julieta, Sebastián, Luis (nombre que le designó en honor a Luis Sandrini, ya que nació una semana después de su fallecimiento), Emanuel y Rosario. Palito Ortega y Evangelina Salazar celebraron sus bodas de oro en 2017. La pareja tuvo el privilegio de renovar sus votos matrimoniales ante la presencia del papa Francisco en el Vaticano.
A pesar de que algunos de sus hermanos habían muerto en su juventud, aún frecuentaba a su padre y demás hermanos: Luis, Juan, Jorge y Raúl. En 1996 Luis Ortega, quien se desempeñaba como Intendente de General Sarmiento, murió en un accidente automovilístico y su cuñada Cristina Lemercier falleció por dispararse con un arma tras una discusión con su exesposo Raúl Ortega. También es tío de las actrices Camila y Luciana Salazar, tiene varios nietos y sus suegros fueron Rosa Gloria Romano y Manuel Salazar.

### La llegada de Frank Sinatra a la Argentina

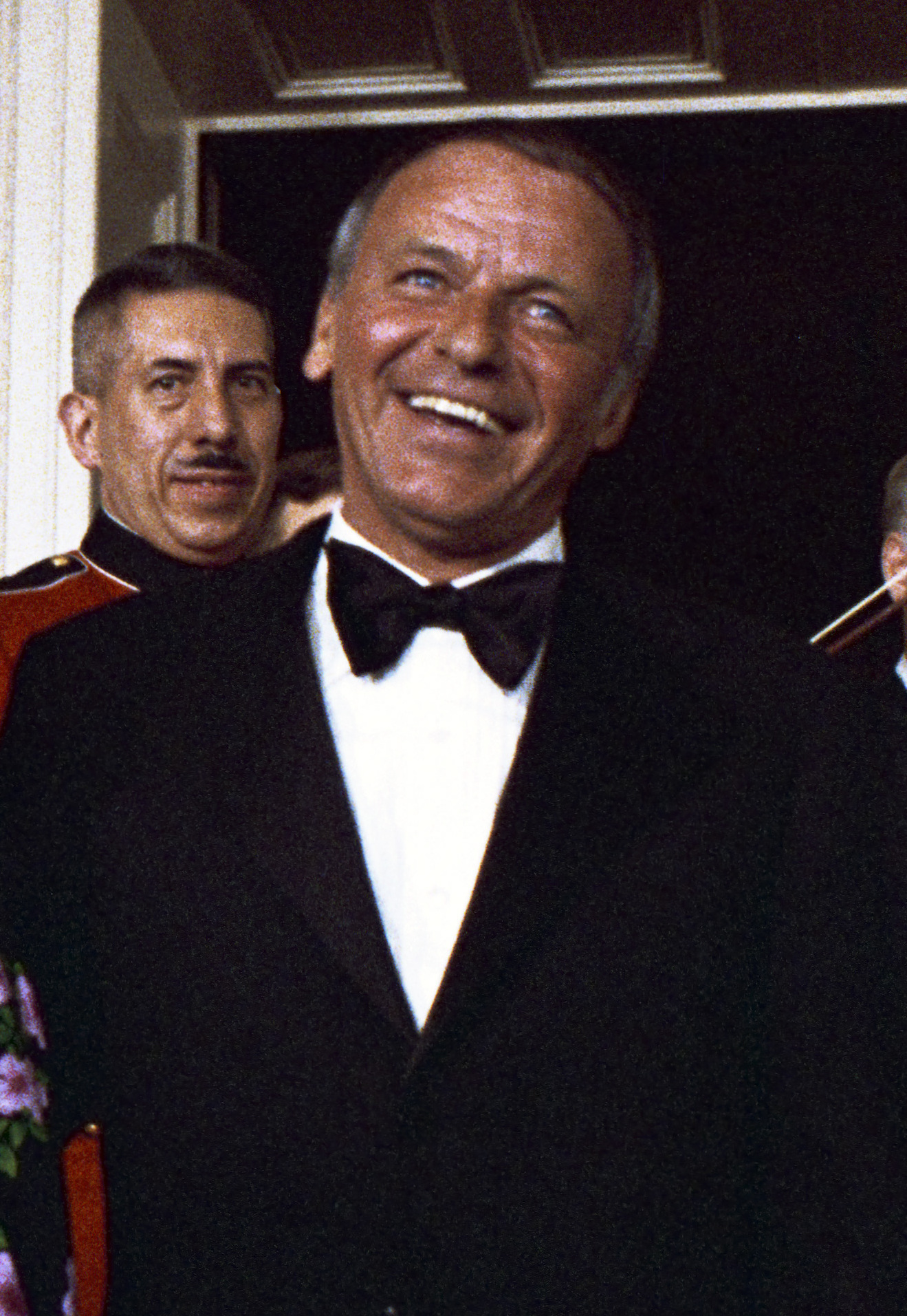
Frank Sinatra en 1973.

Ortega luego compró oficinas, se relacionó laboralmente con Chango Producciones, contrató empleados, tuvo su propia editorial musical y continuamente realizaba producciones discográficas. Posteriormente Ricardo Finkel le propuso participar en la licitación que había ideado la empresa Sinatra Enterprise para los empresarios argentinos.
En diciembre de 1980 se contactó con el abogado de Frank Sinatra, Edwin Peristein, con quien acordó una reunión para debatir la posibilidad de que arribase a Argentina el popular cantante estadounidense. El 11 de febrero de 1981, en el Caesars Palace de Lake Tahoe, Nevada, se firmó el contrato en el cual se establecía el montaje de seis presentaciones de Sinatra durante la primera quincena de agosto de 1981 en el Sheraton Hotel con cena-show y en el Teatro Luna Park a precios populares. Para el 14 de febrero la noticia era promocionada por todos los medios gráficos argentinos.
El hecho fue criticado por todos los sectores sociales y políticos, quienes consideraban que Palito Ortega concretaba la llegada de Sinatra con el objetivo de “acomodarse” con el gobierno de turno, encabezado por el militar Roberto Eduardo Viola y además consideraban que el país no estaba en condiciones de traer a un cantante extranjero como Frank Sinatra ya que implicaba una inversión de mucho dinero. Con respecto a ello, Ortega expresaba que el dinero lo otorgaba únicamente él y que el gobierno nunca dio capital para concretarlo.
Sin embargo, los grandes problemas económicos que atravesaba Argentina por aquel entonces con una relevante deuda externa y un incremento considerable en el precio del dólar, dificultaron la llegada del cantante, que finalmente se concretó el 2 de agosto de 1981, cuando llegó acompañado de su esposa en el vuelo 213 de la línea South African Airways. El 12 de agosto se retiró, viajando a San Pablo (Brasil) desde el aeropuerto Jorge Newbery.
El fervor por Sinatra en el país se extendió por las calles. La seguridad del cantante y la venia de la junta militar le permitió llevar adelante acciones impensadas, como llegar desde la pizzería Angelín, en Palermo, al hotel Sheraton de Retiro en cinco minutos, con las sirenas prendidas y de contramano. El cantante también estuvo en la quinta de Olivos, en un momento en el que no se acostumbraba el ingreso del show business a la residencia presidencial.
La decisión de traer a Frank Sinatra a Buenos Aires fue un éxito desde el punto de vista artístico y de popularidad, pero le provocó una gran cantidad de deudas a Ortega, quien se demoró cinco años en pagarlas. Para ello debió rematar varios inmuebles, terrenos y demás bienes, además de hacer espectáculos por todo el país. En teoría se menciona la cantidad de 2 millones de dólares de acuerdo al cambio de esa época. 
Enterado del fracaso económico de la operación, el popular cantante estadounidense le brindó su asistencia cuando Palito se trasladó a Estados Unidos con su familia. Los abogados de Sinatra le facilitaron el hacer negocios en el país del Norte, gestionando giras, contactos y reuniones con altos directivos televisivos y de cadenas discográficas. En el libro Operación Sinatra, que escribieron los periodistas Diego Mancusi y Sebastián Grandi, se afirma que “Hubo una especie de padrinazgo de Sinatra hacia Palito en los Estados Unidos”. Ortega pudo así ir recuperando su posición económica, en principio gracias a dicho impulso, y posteriormente por méritos propios. El músico y productor recordó en un reportaje del diario La Nación cómo la estrella internacional lo ayudó: "Antes de irse del país, me dijo ´cualquier garantía que necesites en los EE.UU., el garante voy a ser yo´. Respondió a todo. No hubo una sola Navidad en la que no recibiera una tarjeta suya, ni un debut para el que no recibiera una tarjeta de invitación. Cumplió su palabra con creces. Mi admiración por él fue mucho mayor después de haberlo contratado".
No obstante, La Voz y Palito nunca se volvieron a ver- todo el apoyo lo manejó el estudio de abogados de Sinatra.

### Traslado a Miami y producción de programas
En 1985, viajó a Estados Unidos y mantuvo una reunión con el cubano Carlos Barba, jefe de programación del área latina de la cadena Telemundo, a quien le agradó la propuesta de trabajo de Ortega y lo contrató inicialmente por un año con el objetivo de producir un programa de televisión de una hora semanal con entrevistas a artistas latinos residentes en Miami, como Julio Iglesias o José Luis Rodríguez.

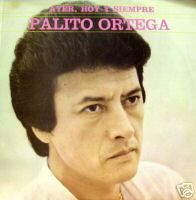
Ayer, hoy y siempre (1986).

El ciclo se mantuvo durante cinco años y tuvo como director a su hijo mayor, Martín Ortega. También vendía varios productos televisivos argentinos a Estados Unidos como telenovelas y eventos deportivos. Más tarde, empezó a producir otros programas y a representar artistas argentinos. Durante esa época se presentó en New York en el «Madison Square Garden» y fue presentado por uno de sus artistas contratados, Jorge Martínez, quien en ese momento gozaba de gran fama internacional en América y Europa por éxito en las telenovelas. También siguió presentándose por diferentes estados del país, como por todo Latinoamérica con muchísimo éxito.
A su vez, editó los elepés Soy latinoamericano y De fiesta, con su respectivo vídeo. También fue uno de los fundadores de Sadaic Latin Corp, empresa subsidiaria de Sadaic Argentina, dedicada a la supervisión de la recaudación por parte de las empresas de los derechos autorales de los artistas argentinos que trabajaban en Miami.

### Regreso a la Argentina y carrera política

Ortega como gobernador de la provincia de Tucumán.

Después de su regreso de Estados Unidos, comenzó su carrera política como aliado de Carlos Menem. Fue elegido gobernador de su provincia natal Tucumán (de 1991 a 1995). Su desempeño como gobernador respondió a una estrategia diseñada por el presidente Menem de convocar a personalidades sin antecedentes políticos, pero con gran popularidad como consecuencia de las actividades en otros ámbitos.
De esa forma, Ramón Bautista Ortega Saavedra en Tucumán, y el expiloto de Fórmula 1 Carlos Reutemann en Santa Fe, fueron candidatos por el Partido Justicialista para gobernar sus provincias. Ortega también debía enfrentar al exmilitar Antonio Bussi, político que amenazaba con desplazar la hegemonía del Peronismo en Tucumán desde el regreso a la democracia en 1983 con la asunción de Raúl Alfonsín.
Ramón Ortega triunfó en las elecciones de 1991, cuyos resultados fueron impugnados por Antonio Domingo Bussi. Sin embargo, el triunfo de Ortega fue reconocido por la justicia, comenzando una etapa de gobierno en sintonía con las políticas del gobierno nacional. Así se privatizaron el Banco de la Provincia de Tucumán, la Dirección Provincial del Agua (DIPOS) que tenía a su cargo el servicio de agua potable y cloacas.
La concentración de poder que el propio Bussi había diseñado en la Constitución de 1990, paradójicamente fue funcional al gobierno de Ortega.
En 1992, y durante su gobierno, se otorgó "la Ciudad Sagrada de Quilmes" en concesión al empresario Héctor Eduardo Cruz por un período de 10 años, la suma a abonar en concepto de canon por la concesión era de $110, que nunca fue abonada al patrimonio provincial. Además, se permitió a este empresario, la construcción de un hotel con piscina dentro de la Ciudad Sagrada, sin estudios de impacto, relevamientos, consulta, participación ni consentimiento de la comunidad, lo que ha producido un daño irreparable.
Ejerció como senador por Tucumán entre 1998 y 2001. En 1999 fue candidato a la vicepresidencia de la Nación acompañando a Eduardo Duhalde por el Partido Justicialista y la Unión del Centro Democrático. En 2010, a diez años de haber abandonado la política, apoyó la campaña electoral del empresario y político Alfredo Olmedo, candidato a gobernador por Salta.
En febrero de 2024 actuó en la fiesta por los 50 años de casados del represor Jorge Antonio Olivera, que cumple prisión domiciliaria.

### Actualidad
En 2002 recibió, junto a Chico Novarro, un premio Martín Fierro por la composición de la banda de sonido del programa televisivo El sodero de mi vida. En 2004 presentó su nuevo CD «Pasado y presente», interpretó el tema "Gente buena", tema central de la serie Los Roldán y en conmemoración de los 200 episodios de esta serie, fue invitado especial. Palito sigue recorriendo Latinoamérica, pero ya no le entusiasma tanto salir de gira como antes.
En 2007 cantó en una fiesta íntima de la Cámara Argentina de Salas de Bingo y Afines (Casba), que se realizó en el salón Golden de Parque Norte. En 2008 colaboró con la recuperación médica de su amigo Charly García, quien residió en la estancia de Ortega (se dice incluso que Charly debe su recuperación a los esfuerzos de Ortega). En 2009 recibió un homenaje en el ciclo televisivo de Susana Giménez, donde se recorrió su trayectoria.
Luego de treinta años, encabezó un recital en el Teatro Luna Park, al cual concurrieron una gran cantidad de personas y tuvo, entre los cantantes invitados, a Valeria Lynch, Nicky Jones, Charly García, Chaqueño Palavecino, Raúl Lavié y Johnny Tedesco. En diciembre de 2010, actuó en el Festival de la Canción Popular, en Mar del Plata, junto a Chaqueño Palavecino, Marcela Morelo y Luciano Pereyra. Después se presentó en el estadio Geba, y en el 2012 dio dos recitales con muchísimo éxito en el Teatro Gran Rex.
En 2012 actuó en la telenovela «Graduados» cantando para el casamiento de una de las protagonistas. Además, grabó la cortina musical del programa de TV «Prende y apaga» de la señal de noticias TN (Todo Noticias) y «Por los caminos del Rey», su primer disco con composiciones nuevas después de 25 años, íntegramente grabado en Memphis (Tennessee), EE. UU. junto a la agrupación original que acompañó a Elvis Presley en sus comienzos: los Memphis Boys. En diciembre de ese año presenta en el Luna Park ese disco con los mencionados músicos. El álbum fue muy bien recibido por la crítica ya que por primera vez se le oye a Palito Ortega con un sonido muy cercano a lo que lo inspiró a ser músico. En el 2013 fue agasajado por la academia Grammy Academy Award con el Premio Latino a La Excelencia Musical por el aporte que hizo durante su carrera a todo habla hispana durante 4 décadas de música popular.

## Palito Ortega en la cultura argentina

Ortega en el programa Almorzando con Mirtha Legrand en 1990.

La película Pajarito Gómez (1965), de Rodolfo Kuhn, hizo una sátira al cantante y al resto de los integrantes del Club del Clan. También lo han asociado con el personaje Huesito Williams, en los espectáculos de Les Luthiers Luthierías (1984) y Viegésimo aniversario (1987). Lo mismo ha ocurrido con Manuel Darío, también de Les Luthiers, en el espectáculo Unen canto con humor (1999).
Alejandro Dolina lo ha parodiado con su creación de Nardo Warren para el programa radial La venganza será terrible. Por su parte, en 2009 el comediante Diego Capusotto, parodió a Ortega con su personaje Bombita Rodríguez, también llamado «el Palito Ortega montonero», haciendo una crítica a la producción cultural de la década de 1970, exponiendo la antítesis entre algunos artistas de gran contenido político en sus letras como Mercedes Sosa y otros, más populares pero cuyas letras excluían cualquier crítica social, dentro de los que toma como abanderado a Ortega. El personaje tuvo gran repercusión en la juventud y se mantuvo durante toda la temporada 2009 y 2010 del programa del humorista.
Hernán López Echagüe publicó en 1991 el libro Palito Ortega: del ocaso artístico al éxito político, con ayuda de «Ediciones Letra Buena». También ha publicado un libro sobre él Sergio Crespo, quien lo presentó con el auspicio de «Ediciones Nueva Ola».

## Discografía
Álbumes
- Palito Ortega (Rca Victor 1962)

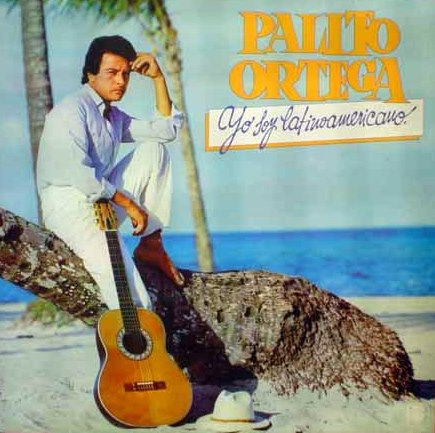
Yo soy latinoamericano (1986)

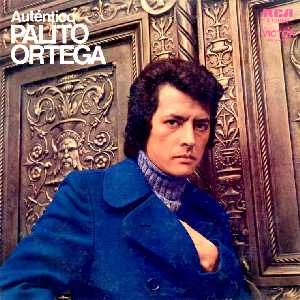
El auténtico (1972)

- Palito  siempre primero (Rca Victor 1963)
- Palito Ortega (Rca Victor 1964)
- Internacional (Rca Victor 1965)
- Canta boleros en Río (Rca Victor 1965)
- Fiebre de primavera (Con Violeta Rivas, Rca Victor 1965)
- En Beverly Hilton (Rca Victor 1966)
- Mi primera novia (Banda sonora, Rca Victor 1966)
- Nashville (Rca Victor 1966)
- Quiere casarse conmigo? (Banda sonora, Rca Victor 1967)
- Un muchacho como yo (Rca Victor 1967)
- El magnetismo de Palito Ortega (Rca Victor 1967)
- Impacto (Rca Victor 1967)
- El ángel de Palito Ortega (Rca Victor 1968)
- El creador (Rca Victor 1968)
- Muchacho de oro (Rca Victor 1969)
- Viva la vida! (Rca Victor 1969)
- Palito como nunca (Rca Victor 1970)
- Palito número 21 (Rca Victor 1970)
- Ramón Ortega "Palito" (Rca Victor 1971)
- El fenómeno (Rca Victor 1971)
- La sonrisa de mamá (Banda sonora, Rca Victor 1972)
- El auténtico (Rca Victor 1972)
- Felicidades (Rca Victor 1972)
- Yo tengo fe (Rca Victor 1973)
- Un canto a la vida (Rca Victor 1974)
- Por siempre Palito Ortega (Rca Victor 1976)
- Me gusta ser como soy (Rca Victor 1978)
- Autorretrato (Chango 1979)
- Creo en Dios (Chango 1980)
- Ese hombre agradecido (Chango 1981)
- 20 años con la música (1982)
- Afectos (Chango 1983)
- Cuando suena una canción (Chango 1984)
- Yo soy latinoamericano (CBS 1986)
- De fiesta (CBS 1989)
- Pasado y presente (Universal 2004)
- Palito Ortega hoy (Universal 2006)
- Canciones para mí  (Telemarketing Records 2009)
- El concierto (EMI 2011)
- Por los caminos del Rey (Bueno/DBN 2012)
- Cantando con amigos (Sony 2015)
- Rock n' Roll (Sony 2017)
- Románticos 60's (Sony 2018)
- Te llevo bajo mi piel (Sony 2021)
- Gracias (En vivo Estadio Luna Park) (Sony 2022)

Recopilaciones
- Lo mejor de Palito Ortega (Rca Victor 1967)
- Corazón contento (España, Rca Camdem 1969)
- Canciones románticas (Rca Victor 1975)
- 15 años de éxito (Rca Victor 1977)
- 15 años de éxito Vol. 2 (Rca Victor 1977)
- Ayer, hoy y siempre (Rca Victor 1986)
- 15 Éxitos 15 Palito Ortega (Orfeón 1983)

## Filmografía

### Cine
- El Club del Clan (1964)
- Buenas noches, Buenos Aires (1964)
- Un viaje al más allá (1964)
- Fiebre de primavera (1965)
- Convención de vagabundos (1965)
- Mi primera novia (1966)
- El Rey en Londres (1966)
- ¿Quiere casarse conmigo? (1967)
- Un muchacho como yo (1968)
- Amor en el aire (1968)
- Corazón contento o Somos novios (1969)
- ¡Viva la vida! (1969)
- Los muchachos de mi barrio (1970)
- Pasión dominguera (1970)
- Aquellos años locos (1971)
- La familia hippie (1971)
- Muchacho que vas cantando (1971)
- La sonrisa de mamá (1972)
- Me gusta esa chica (1973)
- Hasta siempre Carlos Gardel (1973, inconcluso) dir. Ángel Acciaresi
- Yo tengo fe (1974)
- Clínica con música (1974)
- No hay que aflojarle a la vida (1975)
- Dos locos en el aire (1976)
- Brigada en acción (1977)
- El tío Disparate (1978)
- Con mi mujer no puedo (1978)
- Amigos para la aventura (1978)
- Las locuras del profesor (1979)
- Millonarios a la fuerza (1979)
- Vivir con alegría (1979)
- Locos por la música (1980)
- ¡Qué linda es mi familia! (1980)
- Cosa de locos (1981)
- Olmedo, el rey de la risa (2019)

### Dirección
- Dos locos en el aire (1976)
- Brigada en acción (1977)
- El tío Disparate (1978)
- Amigos para la aventura (1978)
- Las locuras del profesor (1979)
- Vivir con alegría (1979)
- ¡Qué linda es mi familia! (1980)

### Televisión
- El Club del Clan (1962/1963)
- Sábados Continuados (1964-66)
- Sábados circulares con Mancera (1964/1966)
- Siempre En Domingo con Raúl Velasco, México (1965-75)
- Casino Philips (1967-68/1970/1972)
- El mundo del espectáculo (1969/1971-72/1979-81/1983-84)
- Especiales TVE España (1967-1968-1969-1970)
- Ricardo Montalbán Presenta... Univision
- Especial de Marisol Pepa Flores por TVE  (1969)
- Los especiales del Trece (1968-84)
- Festival Viña Del Mar (1977)
- Pronto Rafaella? por RAI tv (1984)
- Sábado Gigante por Univision 1985-86)
- Especiales de Julio Iglesias por TVE (1972)
- Casino Phillips con Paul Anka y Luigi Tenco (1972-1973)
- Grandes años del Rock and Roll con Enrique Guzmán (69-70)
- Mala Noche…¡No! con Verónica Castro por Televisa(1987)
- Poliladron (1995)
- Hola Susana desde Roma con flia. y Juan Pablo II (1999)
- El Hacker 2001 (2001)
- Costumbres argentinas (2003)
- Amor Mío (2006)
- Graduados (2012)
- Solamente vos (2013)
- Viudas e hijos del rock and roll (2014)
- Bendita (2015)
- Los Mammones (2021)
- La Peña de Morfi (2022)